# Гагаев, Ибрагим Элимхазиевич
Ибрагим Элимхазиевич Гагаев (29 октября 1982) — российский борец и тренер по вольной борьбе и грэпплингу, Заслуженный тренер России (2022), вице-президент федерации грэпплинга Дагестана.

## Биография
Является тренером-преподавателем в хасавюртовской СШОР им. братьев Ирбайхановых. Вице-президент федерации грэпплинга Дагестана. Один из основателей спортивного клуба по грэпплингу «Агат» из Махачкалы. 15 сентября 2022 года приказом министра спорта Олега Матицына ему было присвоено звание заслуженный тренер России. Ибрагим Гагаев подготовил победителей и призёров чемпионатов Европы и мира Ису Умарова, Джавада Абдулхалимова и других .

## Известные воспитанники
- Умаров, Иса Сайдалийевич
- Абдулхалимов, Джавад
- Стамбулов, Хамзат Зулумханович